# NGC 4797
NGC 4797 (NGC 4798) é uma galáxia elíptica (E-S0) localizada na direcção da constelação de Coma Berenices. Possui uma declinação de +27° 24' 46" e uma ascensão recta de 12 horas, 54 minutos e 55,3 segundos.
A galáxia NGC 4797 foi descoberta em 11 de Abril de 1785 por William Herschel.